# Donald C. Parker
|  | No s'ha de confondre amb Eugene Parker. |

Donald C. Parker, també conegut com a Don Parker (28 de gener de 1939 – 22 de febrer de 2015), fou un físic americà, que després de la jubilació va continuar com astrònom d'aficionat. Va especialitzar-se en la recerca del Sistema Solar i fotografia planetària. Molts del seues més de 20.000 imatges de Mart van ser utilitzades per astrònoms professionals de la NASA, Jet Propulsion Laboratory i altres observatoris, com també publicades en gran nombre de revistes i llibres, incloent Science i Nature. El 2000 fou coautor de la Introduction to Observing and Photographing the Solar System. Fou director de l'Association of Lunar and Planetary Observers.
El 1994 el Mart-crosser asteroide 5392 Parker va ser anomenat en el seu honor. Un any més tard les seves imatges planetàries van ser reconegudes amb l'Amateur Achievement Award de l'Astronomical Society of the Pacific. El 2004 va rebre la Medalla d'Or de l'Oriental Astronomical Association per la seva feina sobre Mart.